# Căsătorie din interes (film din 1967)
Căsătorie din interes (în poloneză Małżeństwo z rozsądku) este o comedie muzicală poloneză din 1967, regizată de Stanisław Bareja⁠(d) după un scenariu scris de Krzysztof Gruszczyński.
Acest film, a cărui acțiune se petrece la Varșovia, prezintă încercarea unei familii de comercianți polonezi de a-și căsători fiica cu un tânăr artist pentru a-și putea justifica astfel veniturile mari obținute din practicarea acestei activități și nedeclarate autorităților.

## Rezumat
Părinții Joannei vând haine la o tarabă din bazarul Różycki din Varșovia. Cu toate acestea, veniturile mari, ascunse de autorități, nu le permit să doarmă liniștiți, deoarece se tem de repercusiunile juridice ale faptelor săvârșite. În acest scop, ei se străduiesc să o convingă pe fiica lor să se căsătorească cu un pictor sau să devină ea însăși artistă, deoarece este singura profesie din Republica Populară Polonă care ar justifica deținerea unei vile și a unei mașini.
Alegerea tatălui Joannei este tânărul Andrzej, un artist tânăr și talentat, dar sărac, care încearcă să-și vândă picturile sub zidurile Avanpostului fortificat⁠(d). Tablourile lui Andrzej devin brusc foarte căutate, fiind cumpărate în secret de tatăl Joannei, care își investește veniturile ilegale în pictură. Cei doi tineri decid să se căsătorească, iar adevărul iese la iveală abia la nuntă. Andrzej îi aruncă banii în față socrului său și pleacă împreună cu Joanna.

## Distribuție
- Daniel Olbrychski — Andrzej
- Elżbieta Czyżewska — Joanna
- Bolesław Płotnicki⁠(d) — Kazimierz Burczyk, tatăl Joannei
- Hanka Bielicka⁠(d) — Burczykowa, mama Joannei
- Bohdan Łazuka⁠(d) — Edzio Siedlecki, prietenul lui Andrzej
- Bogumił Kobiela⁠(d) — „inginerul” Kwilecki
- Alicja Bobrowska⁠(d) — Anna, soția lui Kwilecki
- Wiesława Kwaśniewska⁠(d) — Magda
- Jacek Fedorowicz⁠(d) — regizorul de televiziune
- Wojciech Pokora⁠(d) — agentul secret
- Andrzej Zaorski⁠(d) — artistul plastic, prietenul lui Andrzej
- Wojciech Rajewski⁠(d) — profesorul Lipski
- Kazimierz Wichniarz — tatăl Magdei
- Janina Romanówna⁠(d) — mătușa Edzia, fostă moșieră
- Cezary Julski⁠(d) — Kiełkiewicz, ajutorul lui Burczyk
- Jarema Stępowski⁠(d) — vânzătorul de tablouri
- Tadeusz Chyła⁠(d) — șeful trupei muzicale
- Stanisław Bareja⁠(d) — bărbatul care cumpără un sacou (nemenționat)
- Marek Bargiełowski⁠(d) — partenerul lui Kwilecki (nemenționat)
- Witold Dębicki⁠(d) — Majk, tânărul cu o mașină occidentală (nemenționat)
- Zofia Jamry⁠(d) — mama Kasiei (nemenționată)
- Krystyna Mazurówna⁠(d) — dansatoare (nemenționată)
- Wiesław Michnikowski⁠(d) — agent (nemenționat)
- Maciej Pietrzyk⁠(d) — un spectator care se uită la comercianți (nemenționat)
- Sylwester Przedwojewski⁠(d) — vânzătorul de mobilă (nemenționat)
- Tadeusz Somogi⁠(d) — membru al trupei muzicale (nemenționat)
- Kazimierz Stankiewicz⁠(d) — invitat la nunta Joannei cu Andrzej (nemenționat)
- Gerard Wilk⁠(d) — dansator (nemenționat)

## Producție
Filmul a fost produs de compania poloneză Zespół Filmowy Rytm. Filmările au avut loc în anul 1966 și s-au desfășurat în mai multe locuri din Varșovia, printre care Avanpostul fortificat⁠(d) (Barbakan), Piața Orașului Nou⁠(d) (Rynek Nowego Miasto) și Ulica Skaryszewska⁠(d).

## Cântece
- Miłość złe humory ma (text: Agnieszka Osiecka⁠(d); interpret: Bohdan Łazuka)
- Panie Kowalski, panie Kwiatkowski (text: Agnieszka Osiecka; interpret: Tadeusz Chyła)
- Tak bardzo się zmienił świat (text: Agnieszka Osiecka; interpreți: Daniel Olbrychski, Elżbieta Czyżewska)
- Wyrzeźbiłem twoją twarz w powietrzu (text: Agnieszka Osiecka; interpret: Daniel Olbrychski)

## Premiera
Premiera acestui film a avut loc pe 1 ianaurie 1967, într-o dublă proiecție cu documentarul Staridvari, produs de studioul Wytwórnia Filmów Oświatowych⁠(d) (WFO).